# 马赫波
馬赫波是一種傳播速度等於音速的壓力波，若是對可壓縮流增加微小壓力，就能引起马赫波。只要超音速流体中有足夠的馬赫波，它們就能可以結合成一個衝擊波。